# Bratteato

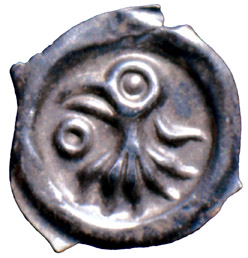
Rappenpfennig di Friburgo in Brisgovia, 1290 circa

Un bratteato (dal latino bractea, sottile pezzo di metallo) è una moneta piatta, sottile, battuta su una singola faccia in oro o argento. I bratteati furono prodotti principalmente in Europa centro-settentrionale durante la Tarda antichità e il Medioevo.

## Tarda antichità e Alto Medioevo
Dischi circolari battuti solo da un lato ed emessi nel  V e VI secolo, i bratteati hanno la loro origine nell'imitazione dei medaglioni imperiali romani del basso impero. I bratteati tardo-antichi fin qui trovati provengono dalla Danimarca (circa 300), dalla Norvegia (390), dalla Gran Bretagna (30) e da vari Paesi europei a sud della Danimarca (20).
Accanto alle figure umane si trovano anche rappresentazioni di animali, tra cui animali con pelliccia, uccelli, cavalli e animali di fantasia; le immagini di cavalli sono le più rappresentate. Circa un terzo dei bratteati presentano iscrizioni in alfabeto runico, interpretate solo in parte. Nonostante questo, per lo studio della mitologia nordica sono tuttavia di scarsa rilevanza, specialmente perché nella rappresentazioni l'imitazione dei ritratti imperiali romani prevale sulla rappresentazione di modelli tipicamente nordici. Si ha inoltre sì un'abbondanza di materiale pittorico, ma senza un reale riscontro nei testi. 
Attualmente i bratteati altomedioevali noti, circa 950 esemplari, sono suddivisi in sei categorie:
- bratteati A (87 esemplari): mostrano un volto umano, su modelli ripresi dalle antiche monete imperiali;
- bratteati B (88 esemplari): da una a tre figure umane in posizione in piedi, seduta o in ginocchio, spesso accompagnata con animali;
- bratteati C (il gruppo più numeroso con circa 400 esemplari): una testa maschile sopra un quadrupede;
- bratteati D (336 esemplari): vari animali;
- bratteati F (14 esemplari): sottogruppo dei bratteati D, mostrano animali fantastici;
- bratteati M (17 esemplari): imitazioni dei medaglioni imperiali romani

Il termine "bratteato" è utilizzato anche per indicare un certo tipo di monili, fatti principalmente tra il V e il VII secolo, rappresentati da alcuni esemplari d'oro. Forati venivano portati, sospesi al collo, presumibilmente come amuleti.

## Basso Medioevo

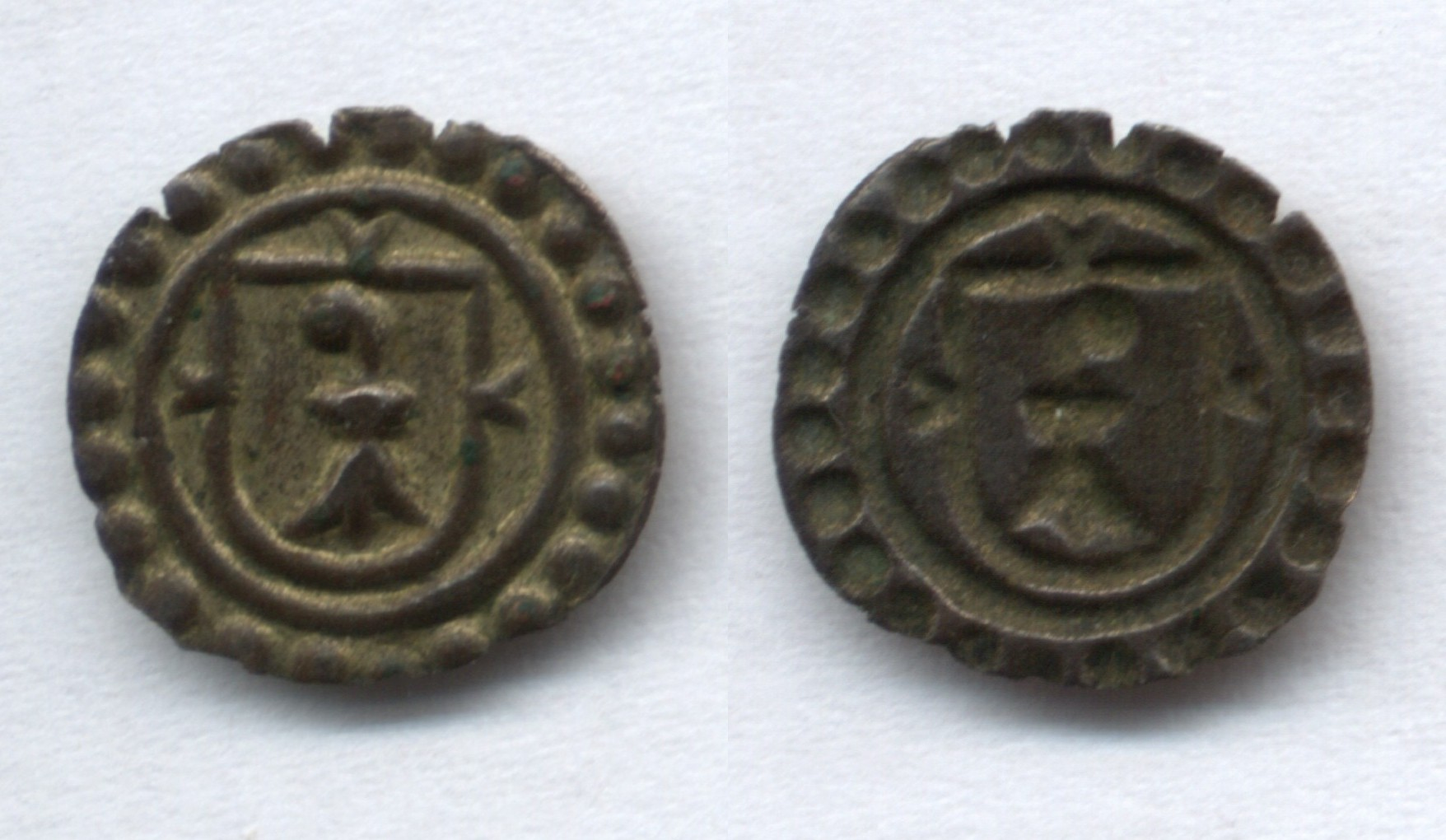
Rappen di Basilea, XVII secolo

I bratteati furono il tipo principale di moneta battuta nelle aree di lingua tedesca, con l'eccezione della Renania, dalla metà del XII secolo a tutto il XIV. In alcuni cantoni svizzeri sono state prodotte fino al XVIII secolo monete simili ai bratteati (rappen, heller e angster).
La tecnica di produzione variava secondo la regione e l'epoca. I tipi originali erano per lo più rotondi e relativamente larghi. Venivano frequentemente usati anche dei tondelli quadrati, cosicché dopo la battitura si aveva una forma quadrangolare. 
Un tipo frequente - più tardo - era il Hohlpfennig ("pfennig concavo"), detto anche Schüsselpfennig ("pfennig scodellato"), che ha il bordo curvato a forma di piatto. Una monete sottile, battuta su entrambi i lati in modo tale che l'immagine sia visibile da tutte e due le parti, è detta Dünnpfennig ("pfennig sottile") o Halbbrakteat ("mezzo bratteato"). A volte nel processo di battitura venivano sovrapposti più tondelli e si producevano monete dal disegno indistinto.
L'abitudine di dividere i pezzi derivava dal valore dell'argento, che era necessario per effettuare un dato pagamento. Dato che pezzi simili si ritrovano in tesori nascosti, si può ritenere che questa prassi era diffusa e non portava a una perdita di valore. 
I bratteati erano solitamente richiamati dagli emittenti in modo regolare, circa una volta o due volte l'anno, e potevano essere scambiati per nuove monete con una detrazione del valore (Renovatio Monetae). Questo sistema ha funzionato come il demurrage: la gente non poteva accumulare le proprie monete, perché perdevano valore. Quindi questo denaro è stato utilizzato più come mezzo di scambio che per lo stoccaggio di valore. Ciò ha aumentato la velocità del denaro e stimolato l'economia.